# Apanteles jilinensis
Apanteles jilinensis är en stekelart som först beskrevs av Chen och Song 2004.  Apanteles jilinensis ingår i släktet Apanteles och familjen bracksteklar. Inga underarter finns listade i Catalogue of Life.